# Mostra storica arsenale
La Mostra Storica Arsenale (Mo.S.A.), già Mostra Storica Artigiana, è una esposizione permanente di cimeli navali e di altri oggetti che raccontano la storia dell’Arsenale di Taranto, della città e della Marina Militare. Si trova all’interno dell’Arsenale Militare Marittimo di Taranto e comprende gli spazi espositivi della Mostra e della Sala a Tracciare.

## Storia
Inaugurata nel 1979, la Mostra ha raccolto dall’inizio testimonianze e cimeli provenienti dalle navi della Marina Militare e dalle officine dell’Arsenale. Nel corso degli anni è diventato punto di riferimento per gli studiosi, gli storici e gli appassionati di Storia navale e della storia recente di Taranto. 
Attualmente la Mostra Storica è alle dirette dipendenze del Vice Direttore Arsenale – Sezione Affari Generali – 3º Nucleo. È aperto alle visite tutti i giorni dal lunedì al venerdì secondo modalità specifiche. Le visite sono totalmente gratuite e guidate.
Negli anni 2022, 2023, 2024 e 2025 la Mostra Storica ha ottenuto il riconoscimento Travellers'Choice di TripAdvisor.

## La collezione

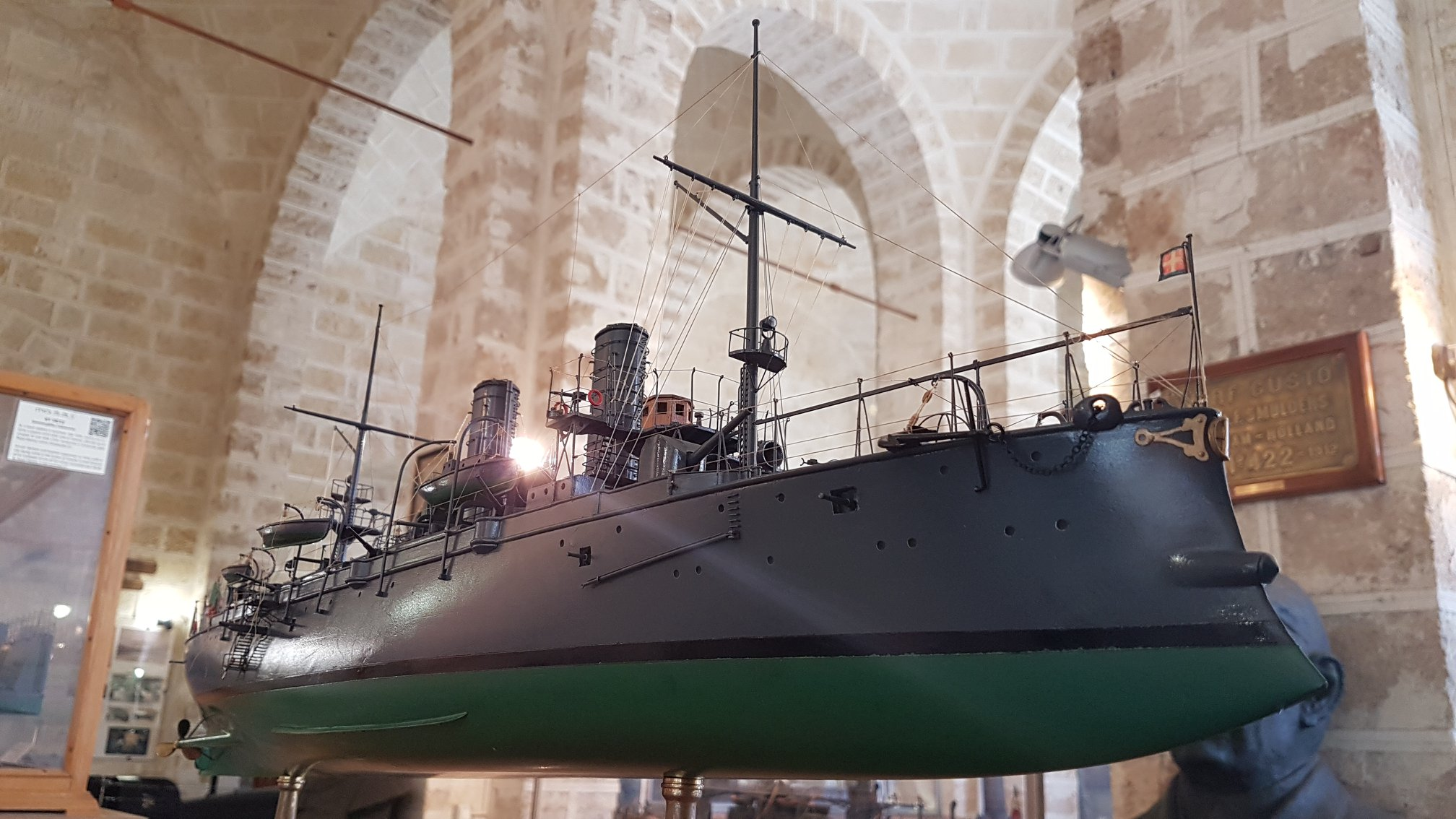
Modellino di Nave Puglia

La Mostra Storica ospita una pregevole collezione di modelli in scala di vascelli e unità navali, tra cui quelle costruite e varate nell’Arsenale di Taranto: Nave Puglia, varata nel 1898 ed oggi collocata nei giardini del Vittoriale degli italiani a Gardone Riviera, il traghetto Messina, costruito per le Ferrovie dello Stato, il bacino galleggiante GO9 e tante altre. Tra i modelli più preziosi, quello del Caio Duilio, considerato uno tra i modelli più fedeli al mondo. Inoltre, è esposto un simulacro a grandezza reale del Siluro a Lenta Corsa, costruito in arsenale.
Tra i cimeli navali un fregio dello specchio di poppa e la ruota a caviglie del Cristoforo Colombo, la lamiera squarciata del fumaiolo di poppa di Nave Giulio Cesare e i resti del proiettile che lo hanno colpito, lo stellone di prora di Nave Duilio. 
Tra gli oggetti esposti anche una serie di produzioni arsenalizie per la Fiera del Mare del 1949: un trofeo d’armi, una armatura e una polena a grandezza reale raffigurante la dea fortuna. Tra i cimeli che raccontano gli “arsenalotti”, gli operai dell’arsenale, dei brevetti ideati negli anni '20 e '30 del XX secolo: 
- un apparecchio mobile per la tornitura delle portate degli alberi di propulsione (apparecchio Petruzzi);
- la macchina Nardinocchi per il controllo guida siluri;
- il misuratore di attrito a stadera e il misuratore di attrito a bilanciere, costruiti dal capo operaio Rusciano;
- una mandrinatrice pneumatica per tubi di caldaie,
- la macchina BAR.VEL. per la derattizzazione delle navi e delle aree portuali.
- le pinze per taglio e saldatura subacquea ideate dall'operaio De Donato.

La collezione comprende anche una serie di macchinari di interesse di archeologia industriale del '900 provenienti da officine dismesse dell'Arsenale e numerosi modelli di fonderia.
La Mostra Storica gestisce anche la fototeca dell'Arsenale e la documentazione tecnica (monografie) di centinaia di unità navali e battelli appartenenti alla Regia Marina.
Tra i cimeli più antichi una ancora di epoca romano-bizantina.

## Galleria d'immagini

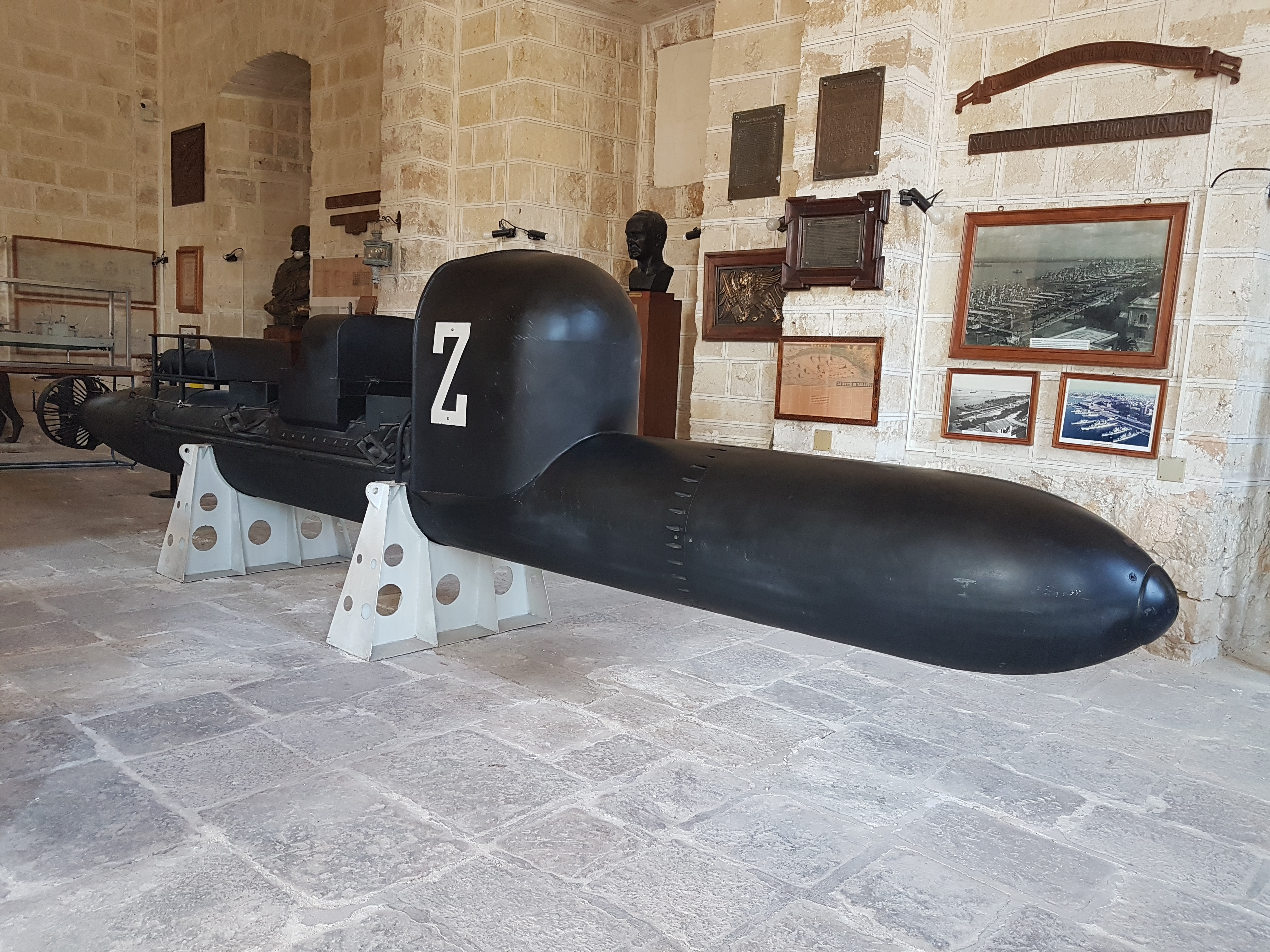
Siluro a lenta corsa
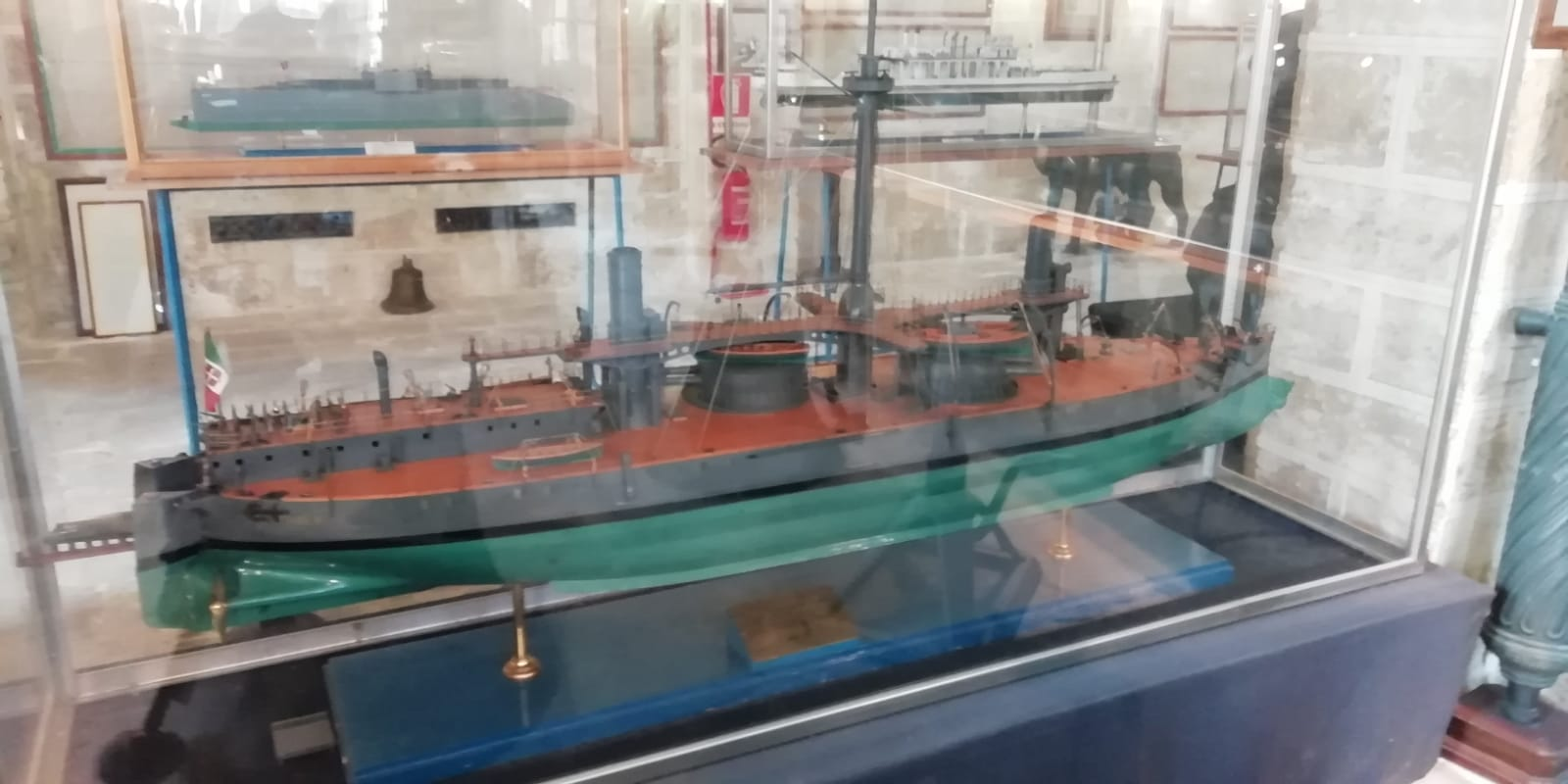
Modellino nave Caio Duilio (1876)
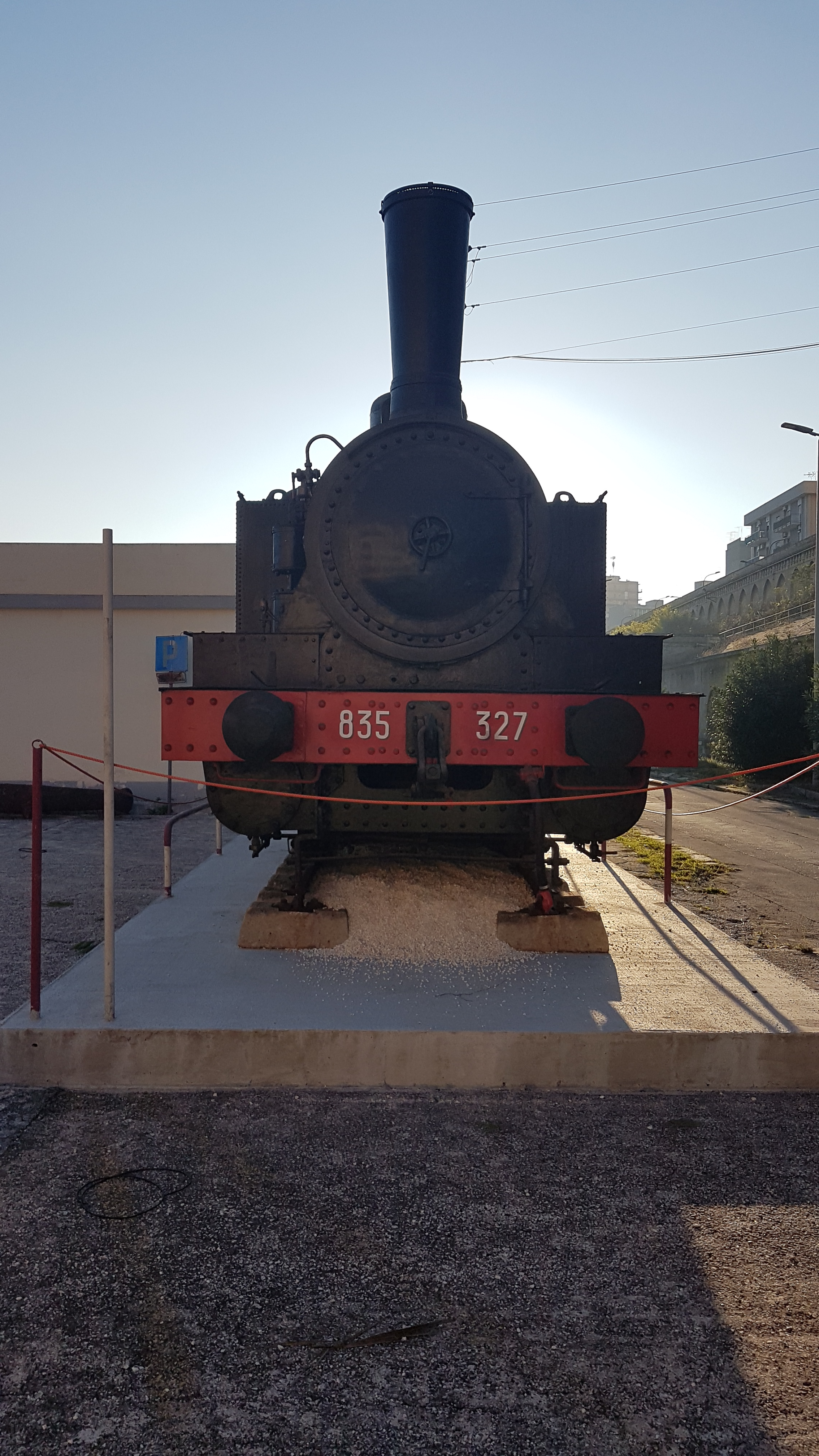
Locomotiva 835-327
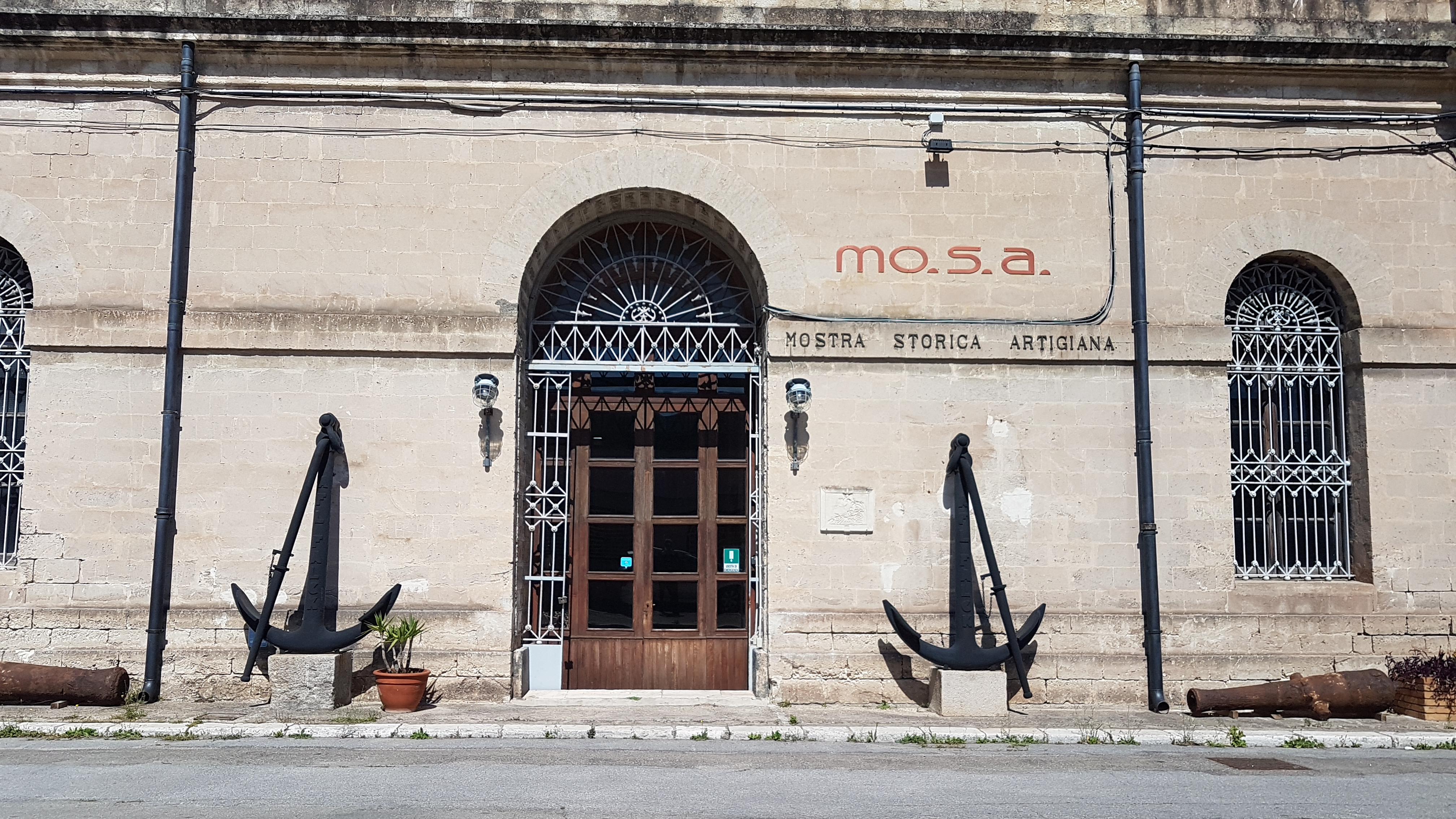
L'ingresso della Mostra Storica
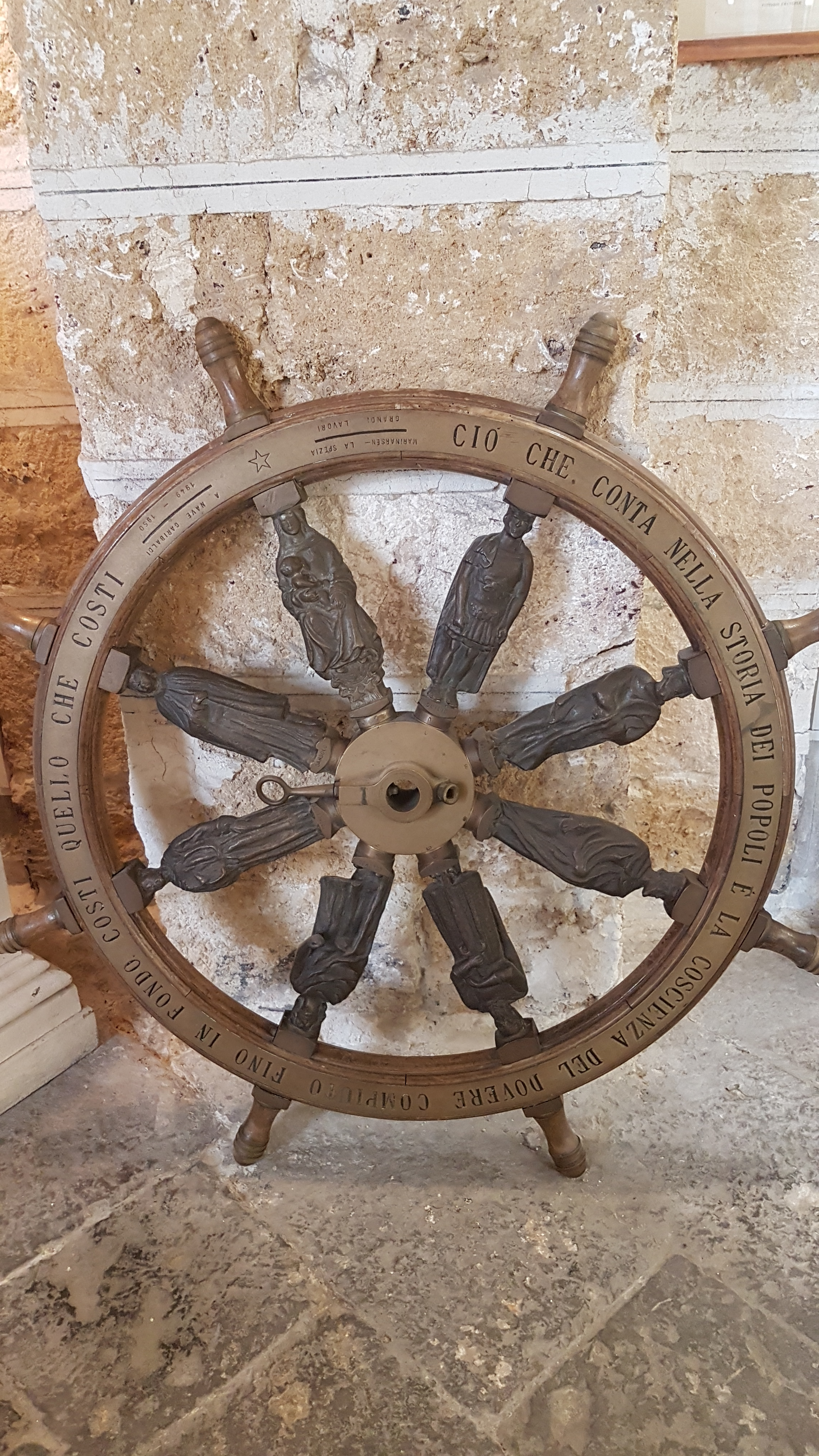
La ruota a caviglie di Nave Garibaldi